# Gaetano Amoroso (militare)
Gaetano Amoroso (Roccalumera, 3 novembre 1893 – Roma, 6 aprile 1975) è stato un militare italiano, decorato di medaglia d'oro al valor militare a vivente nel corso della guerra di Spagna.

## Biografia
Nacque a Roccalumera, provincia di Messina, il 3 novembre 1893, figlio di Sante e di Maria Di Bella. 
Arruolatosi volontario nel Regio Esercito in qualità di allievo ufficiale di complemento conseguì la nomina a sottotenente nel febbraio 1914. Dopo l'entrata in guerra del Regno d'Italia partecipò alle operazioni sul fronte italiano dapprima col 76º Reggimento fanteria "Napoli", dove rimase ferito, e poi inquadrato con la 402ª Compagnia mitraglieri del 255º Reggimento fanteria. Fu decorato con una croce di guerra al valor militare nel 1915, ebbe la promozione a tenente in servizio permanente effettivo per meriti di guerra nel 1916, ricevette una medaglia di bronzo al valor militare sul Piave nel 1918 e la promozione a capitano a scelta, sempre nel 1918.
Trasferito nel corpo degli alpini, dove rimase dal 1919 al 1923, fu inquadrato prima nel battaglione alpini "Susa" del 3º Reggimento alpini, e poi nel battaglione alpini "Bassano" del 6º Reggimento alpini.
Venne promosso maggiore nel dicembre 1934 per avanzamento anticipato, e operò nella 29ª Divisione fanteria "Peloritana" mobilitata per le esigenze dell'Africa Orientale con il 3º Reggimento fanteria. Al comando del I Battaglione speciale mortai da 81 della 4ª Divisione fanteria "Littorio", partecipò alle operazioni militari nel corso della guerra di Spagna tra il nel 1938 e il 1939. Rimasto gravemente ferito in combattimento nel febbraio 1939, rientrò in Patria a bordo di una nave ospedale, venendo decorato con la medaglia d'oro al valor militare a vivente. Assegnato al Ministero della guerra del Regno d'Italia fu promosso tenente colonnello nel giugno dello stesso anno.  All'inizio della guerra con la Francia e la Gran Bretagna fu assegnato al 33º Reggimento carri della 133ª Divisione corazzata "Littorio" trasferita successivamente in Africa Settentrionale Italiana. Nel febbraio 1942 assunse il comando del 12º Reggimento bersaglieri e lo mantenne anche con a promozione a colonnello ottenuta alcuni mesi dopo, fino alla seconda battaglia di El Alamein del 2 novembre 1942. Collocato in posizione di riserva dal novembre 1949 venne promosso generale di brigata nel 1951 e successivamente trasferito nel  Ruolo d’Onore (R.O.). Promosso generale di divisione nel 1963, si stabilì a Roma. Si spense il 6 aprile 1975, e ai suoi funerali il feretro venne trasportato su un affusto di cannone con la fanfara dei Bersaglieri che eseguiva le più famose marce. La salma fu poi tumulata nel Cimitero di Santa Teresa di Riva (ME).

### Fonti
1. ↑  Gruppo Medaglie d'Oro al Valore Militare 1965, p. 365.
2. ↑  Combattenti Liberazione
3. 1 2 3 4 5 6 7 8 9 10 11  Bianchi 2012, p. 11.
4. ↑  Bianchi 2012, p. 10.
5. ↑  Bianchi 2012, p. 12.
6. ↑  Medaglie d'oro al valor militare sul sito della Presidenza della Repubblica
7. ↑  Registrato alla Corte dei Conti il 10 dicembre 1940, registro 45 guerra, foglio 463.
8. ↑  Registrato alla Corte dei Conti il 22 settembre 1916, registro 18, foglio 342. Bollettino Ufficiale 1916, dispensa 81, pag.4623.